# Kunstvuurwerkfabriek van der Nat
Kunstvuurwerkfabriek van der Nat B.V. was de laatste vuurwerkfabriek van Nederland. Het bedrijf fabriceerde eigen vuurwerk, stak vuurwerk af op evenementen en leverde verschillende mengsels aan grote industrieën. Na een ramp in Enschede met een vuurwerkopslag in mei 2000 werd het voor het bedrijf moeilijker te opereren en het besloot eind 2002 te stoppen met het fabriceren van vuurwerk.
Het bedrijf stond internationaal bekend om onder meer zijn fonteinen die een maximale hoogte haalden van circa 22 meter. Met het sluiten van de vuurwerkfabriek is er een einde gekomen aan het fabriceren van de fonteinen wereldwijd en het ambachtelijk fabriceren van vuurwerk in Nederland.

## Geschiedenis

### Oprichting

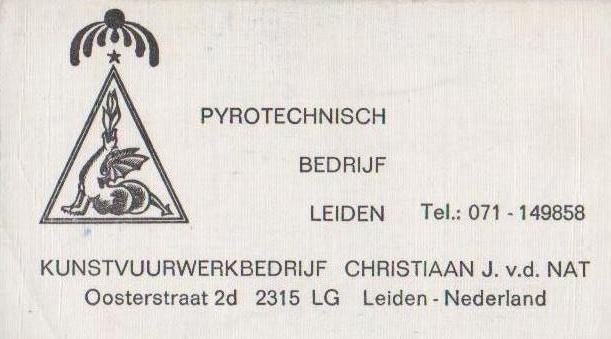
Kunstvuurwerkbedrijf Christiaan J. v.d. Nat visitekaartje

In 1982 richtte Christiaan Johan van der Nat, met ondersteuning van zijn vader Chris van der Nat, een eenmanszaak op; genaamd : “Kunstvuurwerkbedrijf Christiaan J. v.d. Nat”. Het bedrijf organiseerde vuurwerkshows en stak deze af tijdens evenementen, feesten en bruiloften. Het vuurwerk voor deze evenementen werd opgeslagen in een gehuurde bunker in Hoek van Holland.
Vader en zoon ontwikkelden, per vuurwerkshow, hun eigen programma en maakten zelf van hout; teksten, figuren, logo’s, mortieren en mechanische nummers. Door het aanbieden van deze producten in een op maat gemaakte show, onderscheidde het bedrijf zich in die tijd van andere vuurwerkbedrijven. Hierdoor bouwde het bedrijf al snel een naam op en haalde het grote opdrachten binnen zoals het Leidens Ontzet (3 oktober), Zandvoortse- en Noordwijker zomerfeesten, agrarische dagen in Franeker en verschillende vieringen op Koninginnedag.

### Fabricage

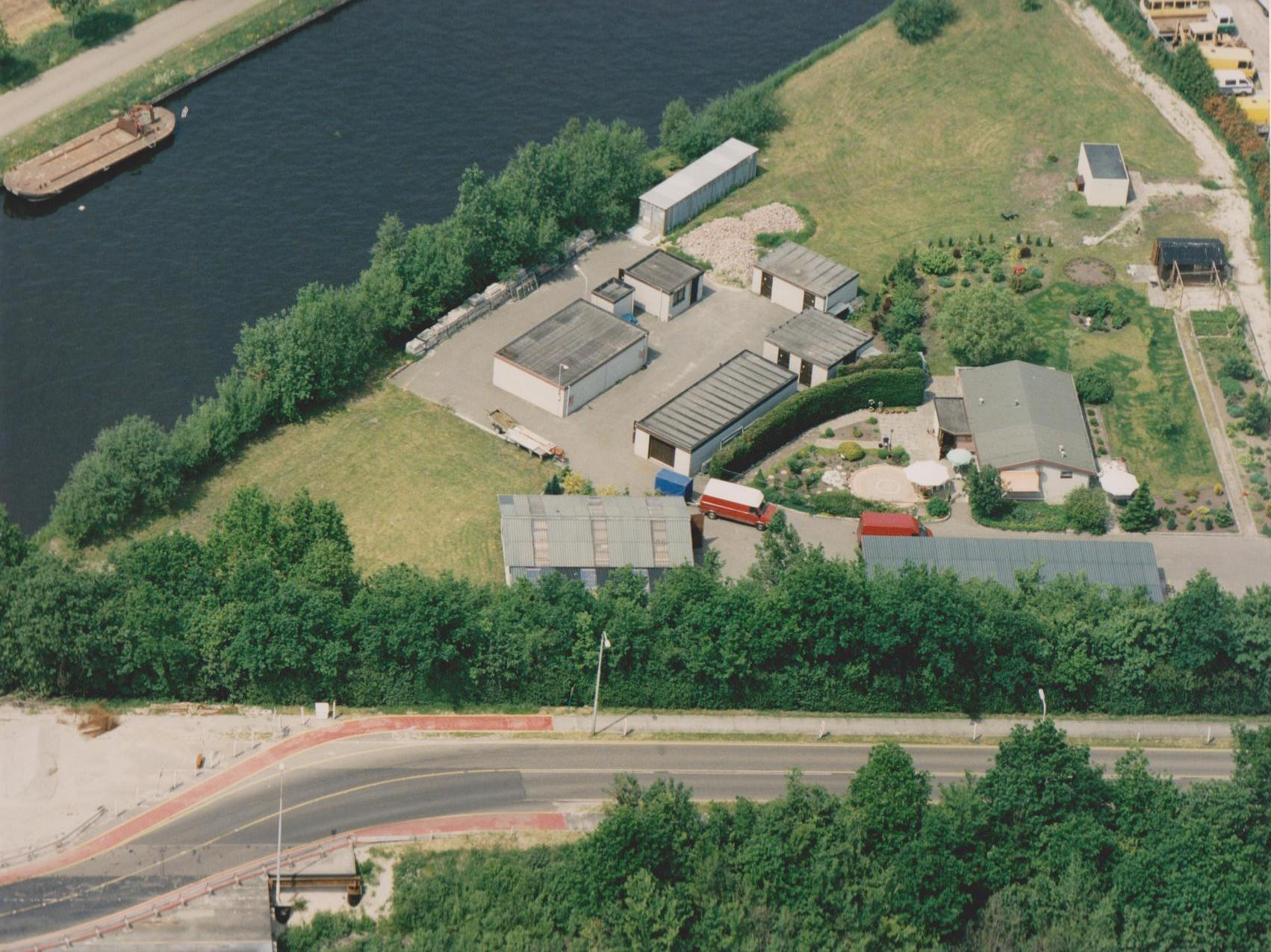
Fabrieksterrein 1997

Het bedrijf groeide snel waardoor er een oplossing, voor het ruimtegebrek, moest worden gezocht. Uitbreiden op de bestaande locatie bood geen uitkomst, dit leidde tot het zoeken naar een nieuwe geschikte plek. Deze werd gevonden in de toenmalige gemeente Steenwijk, op een kavel aan het water. Deze locatie bood genoeg ruimte voor toekomstige activiteiten zoals het zelf fabriceren van vuurwerk.
Na goedkeuring van de nieuwbouw en het verkrijgen van de vergunningen, kon het bedrijf in 1987 (vijf jaar na oprichting) van Leiden naar Steenwijk verhuizen.
In 1988, een jaar nadat het bedrijf zich in Steenwijk gevestigd had, ging het bedrijf zich richten op het fabriceren van vuurwerk. Een aantal van de producten die werden gemaakt waren: tekstlichtjes, bengaals vuur, shells, zonnen, watervallen, aansteekzunders en lont.
In eerste instantie werden de gefabriceerde producten alleen tijdens eigen vuurwerkshows gebruikt, maar door “mond-tot-mondreclame” nam de vraag naar deze producten al snel toe en werd er aan diverse Nederlandse vuurwerkgroothandels geleverd.

### Ontdekking van de Van der Nat fontein

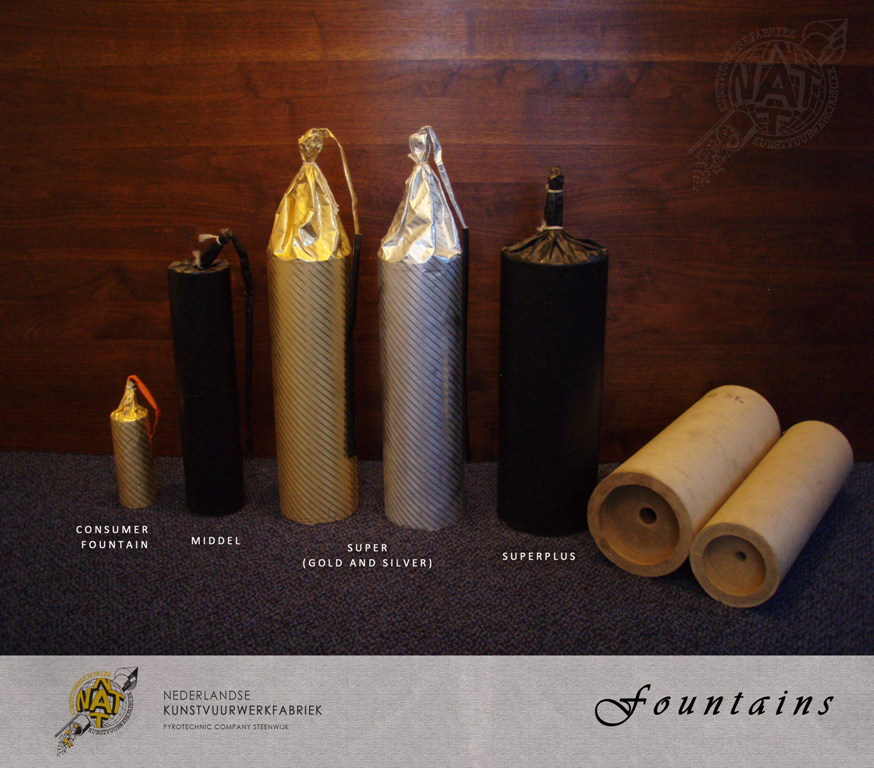
Verschillende Van der Nat fonteinen

Twee jaar nadat het bedrijf zich in Steenwijk had gevestigd, ontwierp Christiaan samen met zijn vader de Van der Nat fontein.
Dit product zag eruit als een grote lange cilindervormige koker met een goud of zilver label, dit was afhankelijk van de uitwerkingskleur. De uitwerking was een langzaam opkomende fontein van sparkles (vonkjes). De zwaarste fontein (een superplus) had een lange brandtijd van 45 seconden, een matige rookontwikkeling en een uitzonderlijke hoogte van 22 meter. Hierdoor werd dit product van hoge kwaliteit beschouwd en wereldwijd gezien als uniek in zijn soort.
Het innovatieve product bouwde al snel een naam op en werd als professioneel vuurwerk verkocht aan verschillende Nederlandse importeurs die het product op hun beurt doorverkochten aan Europese landen.
Hierdoor ontstond er ook buiten Nederland vraag naar het product. Uiteindelijk werd de Van der Nat fontein geëxporteerd naar Duitsland, België, Luxemburg, Oostenrijk, Polen, Spanje, Frankrijk en Denemarken.

### Productontwikkeling
Het bedrijf deed ook veel aan productontwikkeling. Zo werden er voor verschillende industrieën, waaronder de farmaceutische industrie, nieuwe mengsels gemaakt.

#### Verkoop van consumentenvuurwerk.
In 1990 werd er op het fabrieksterrein een winkel gebouwd voor de verkoop van consumentenvuurwerk in de omgeving. De producten in deze winkel bestonden gedeeltelijk uit zelf gefabriceerde producten en gedeeltelijk uit Chinees vuurwerk dat werd ingekocht bij verschillende Nederlandse importeurs.
Mede door deze winkel is de consumentenfontein ontstaan. Dit was een kleinere variant op zijn professionele voorgangers met een brandtijd van 30 seconden en een maximale hoogte van 3,5 meter.

### Globalisering
Door de internationale interesse naar het eigen product zou het jaar 2000 voor Van der Nat doorslaggevend worden. Er waren plannen in gereedheid gebracht om de eigen gefabriceerde producten wereldwijd te gaan exporteren. Met internationale folders en agentschappen zou dit een feit zijn geweest. Na de vuurwerkramp werden al deze activiteiten “on hold” gezet en uiteindelijk, noodgedwongen, stopgezet.

## Sluiting
Na de vuurwerkramp van 13 mei 2000 stond de gehele vuurwerkbranche op zijn kop. De gebeurtenis heeft ertoe geleid dat er, vanuit het Ministerie van VROM, een enorme aanscherping van wetten en regels werd ingevoerd. Het bedrijf kon hierna niet meer voldoen aan de vernieuwde afstanden, die in het nieuwe vuurwerkbesluit waren vastgelegd en werd Christiaan gedwongen de deuren te sluiten. Het bedrijf kreeg de gelegenheid alle lopende orders af te werken.
Op oudejaarsavond 2002 viel definitief het doek voor Kunstvuurwerkfabriek van der Nat. Als gevolg hiervan kwamen acht werknemers op straat te staan en raakten Christiaan en zijn vader hun beroep en levenswerk kwijt. Ook kwam hiermee een einde aan de laatste vuurwerkfabriek van Nederland en de fabricage van alle producten die door dit bedrijf gemaakt werden. Alle recepturen en materialen zijn na de sluiting in het bezit van de eigenaar gebleven.